# بيا كاميل
بيا كاميل (بالإسبانية: Pia Camil)‏ هي فنانة مكسيكية، ولدت في 1980 في مدينة مكسيكو في المكسيك.

## وصلات خارجية
- بيا كاميل على موقع الموسوعة البريطانية (الإنجليزية)